# Bilan saison par saison de l'Atlético de Madrid
Cette page présente le bilan saison par saison de l'Atlético de Madrid dans le championnat d'Espagne, la coupe d'Espagne et les compétitions européennes depuis sa première participation à la coupe d'Espagne en 1921. Il indique aussi pour chaque saison le meilleur buteur toutes compétitions confondues du club.
L'Atlético de Madrid a été fondé sous le nom de Athletic Club Sucursal de Madrid le 26 avril 1903 par trois étudiants basques vivant à Madrid. À ses débuts, le club participe au championnat régional jusqu'à sa dernière édition en 1940, championnat qu'il remporte à quatre reprises. Il participe pour la première fois à la coupe d'Espagne en 1921 où il atteindra la finale, qu'il perdra contre l'Athletic Bilbao sur le score de 4-1.
L'Atlético a connu sa première saison en première division en 1929, lors de la 1re édition du championnat. Depuis, le club a connu 4 promotions et relégations.
Les Colchoneros remporte leur premier trophée en 1940 avec le championnat d'Espagne. Depuis, le club a remporté onze fois le championnat d'Espagne, dix fois la Coupe d'Espagne, deux fois la Supercoupe d'Espagne et une fois la Coupe Eva Duarte, Copa de Campeones (es) et la Copa Presidente FEF (es), les prédécesseurs de la Supercoupe d'Espagne, sur le plan national. Sur le plan international, le club a remporté trois fois la Ligue Europa et la Supercoupe de l'UEFA et une fois la Coupe Intertoto, la Coupes de coupes et la Coupe intercontinentale. Il a également atteint la finale de la Ligue des champions trois fois, toutes perdues.

## Bilan toutes compétitions confondues
| Saison                                                                                  | Championnat      | Championnat | Championnat | Championnat | Championnat | Championnat | Championnat | Championnat | Championnat | Championnat | Coupes nationales          | Coupes nationales | Coupes nationales | Autres compétitions      | Autres compétitions        | Meilleur(s) buteur(s)                                    | Meilleur(s) buteur(s) |
| Saison                                                                                  | Division         | Pos         | Pts         | J           | V           | N           | D           | Bp          | Bc          | Diff        | Coupe d'Espagne            | Coupe de la Ligue | Supercoupe        | Compétition              | Résultat                   | Nom(s)                                                   | But(s)                |
| --------------------------------------------------------------------------------------- | ---------------- | ----------- | ----------- | ----------- | ----------- | ----------- | ----------- | ----------- | ----------- | ----------- | -------------------------- | ----------------- | ----------------- | ------------------------ | -------------------------- | -------------------------------------------------------- | --------------------- |
| 1920-1921                                                                               | —                | —           | —           | —           | —           | —           | —           | —           | —           | —           | Finale                     | —                 | —                 | —                        | —                          | Monchín Triana                                           | 4                     |
| Entre 1921 et 1924, le club ne dispute que le championnat régional.                     |                  |             |             |             |             |             |             |             |             |             |                            |                   |                   |                          |                            |                                                          |                       |
| 1924-1925                                                                               | —                | —           | —           | —           | —           | —           | —           | —           | —           | —           | Demi-finales               | —                 | —                 | —                        | —                          | Vicente Palacios González (es)                           | 6                     |
| 1925-1926                                                                               | —                | —           | —           | —           | —           | —           | —           | —           | —           | —           | Finale                     | —                 | —                 | —                        | —                          | Cosme Vázquez (es)                                       | 11                    |
| 1926-1927                                                                               | —                | —           | —           | —           | —           | —           | —           | —           | —           | —           | Phase de groupes           | —                 | —                 | —                        | —                          | Joaquín Ortiz de la Torre Vicente Palacios González (es) | 3                     |
| 1927-1928                                                                               | —                | —           | —           | —           | —           | —           | —           | —           | —           | —           | Phase de groupes           | —                 | —                 | —                        | —                          | Adolfo Suárez Morán                                      | 3                     |
| 1928-1929                                                                               | Primera División | 6e          | 18          | 18          | 8           | 2           | 8           | 43          | 41          | +2          | Quarts de finale           | —                 | —                 | —                        | —                          | Cosme Vázquez (es)                                       | 14                    |
| 1929-1930                                                                               | Primera División | 10e         | 12          | 18          | 5           | 2           | 11          | 32          | 50          | -18         | Seizièmes de finale        | —                 | —                 | —                        | —                          | Luis Marín Sabater                                       | 12                    |
| 1930-1931                                                                               | Segunda División | 3e          | 23          | 18          | 11          | 1           | 6           | 47          | 31          | +16         | Seizièmes de finale        | —                 | —                 | —                        | —                          | Santiago Losada Amor (gl)                                | 15                    |
| 1931-1932                                                                               | Segunda División | 4e          | 18          | 16          | 8           | 2           | 6           | 38          | 34          | +4          | Huitièmes de finale        | —                 | —                 | —                        | —                          | Santiago Buiría Rogel                                    | 15                    |
| 1932-1933                                                                               | Segunda División | 2e          | 24          | 18          | 10          | 4           | 4           | 40          | 35          | +5          | Huitièmes de finale        | —                 | —                 | —                        | —                          | Manuel Guijarro Navarro                                  | 16                    |
| 1933-1934                                                                               | Segunda División | 2e          | 24          | 18          | 11          | 2           | 5           | 45          | 28          | +17         | Seizièmes de finale        | —                 | —                 | —                        | —                          | Julio Elícegui (es)                                      | 15                    |
| 1934-1935                                                                               | Primera División | 7e          | 21          | 22          | 8           | 5           | 9           | 53          | 38          | +15         | Quarts de finale           | —                 | —                 | —                        | —                          | Julio Elícegui (es)                                      | 26                    |
| 1935-1936                                                                               | Primera División | 11e         | 15          | 22          | 6           | 3           | 13          | 34          | 50          | -16         | Seizièmes de finale        | —                 | —                 | —                        | —                          | Julio Elícegui (es)                                      | 13                    |
| Aucune compétition disputée entre 1936 et 1938 en raison de la guerre civile espagnole. |                  |             |             |             |             |             |             |             |             |             |                            |                   |                   |                          |                            |                                                          |                       |
| 1938-1939                                                                               | —                | —           | —           | —           | —           | —           | —           | —           | —           | —           | Quarts de finale           | —                 | —                 | —                        | —                          | Fernando Sañudo (es)                                     | 4                     |
| 1939-1940                                                                               | Primera División | 1er         | 29          | 22          | 14          | 1           | 7           | 43          | 29          | +14         | Huitièmes de finale        | —                 | —                 | —                        | —                          | Enrique Rubio Alcázar                                    | 13                    |
| 1940-1941                                                                               | Primera División | 1er         | 33          | 22          | 13          | 7           | 2           | 70          | 36          | +34         | Quarts de finale           | —                 | Vainqueur         | —                        | —                          | Pruden                                                   | 40                    |
| 1941-1942                                                                               | Primera División | 3e          | 33          | 26          | 14          | 5           | 7           | 50          | 44          | +6          | Quarts de finale           | —                 | —                 | —                        | —                          | Paco Campos                                              | 23                    |
| 1942-1943                                                                               | Primera División | 8e          | 27          | 26          | 11          | 5           | 10          | 54          | 44          | +10         | Quarts de finale           | —                 | —                 | —                        | —                          | Paco Campos                                              | 18                    |
| 1943-1944                                                                               | Primera División | 2e          | 34          | 26          | 15          | 4           | 7           | 66          | 49          | +17         | Demi-finales               | —                 | —                 | —                        | —                          | Paco Campos                                              | 23                    |
| 1944-1945                                                                               | Primera División | 3e          | 31          | 26          | 13          | 5           | 8           | 46          | 41          | +5          | Quarts de finale           | —                 | —                 | —                        | —                          | Paco Campos                                              | 14                    |
| 1945-1946                                                                               | Primera División | 7e          | 26          | 26          | 10          | 6           | 10          | 50          | 48          | +5          | Quarts de finale           | —                 | —                 | —                        | —                          | Paco Campos                                              | 16                    |
| 1946-1947                                                                               | Primera División | 3e          | 32          | 26          | 13          | 6           | 7           | 58          | 44          | +14         | Huitièmes de finale        | —                 | Vainqueur         | —                        | —                          | Paco Campos                                              | 14                    |
| 1947-1948                                                                               | Primera División | 3e          | 33          | 26          | 13          | 7           | 6           | 73          | 45          | +28         | Quarts de finale           | —                 | —                 | —                        | —                          | Antonio Vidal (es)                                       | 20                    |
| 1948-1949                                                                               | Primera División | 4e          | 34          | 26          | 15          | 4           | 7           | 54          | 32          | +22         | Quarts de finale           | —                 | —                 | —                        | —                          | Adrián Escudero                                          | 17                    |
| 1949-1950                                                                               | Primera División | 1er         | 33          | 26          | 15          | 3           | 8           | 71          | 51          | +20         | Quarts de finale           | —                 | —                 | —                        | —                          | Larbi Benbarek                                           | 16                    |
| 1950-1951                                                                               | Primera División | 1er         | 40          | 30          | 17          | 6           | 7           | 87          | 50          | +37         | Quarts de finale           | —                 | Finale            | —                        | —                          | Adrián Escudero José Luis Pérez-Payá                     | 19                    |
| 1951-1952                                                                               | Primera División | 4e          | 37          | 30          | 16          | 5           | 9           | 80          | 57          | +23         | Huitièmes de finale        | —                 | Vainqueur         | —                        | —                          | José Juncosa                                             | 16                    |
| 1952-1953                                                                               | Primera División | 8e          | 30          | 30          | 13          | 4           | 13          | 65          | 70          | -5          | Demi-finales               | —                 | —                 | —                        | —                          | Adrián Escudero                                          | 25                    |
| 1953-1954                                                                               | Primera División | 9e          | 29          | 30          | 11          | 7           | 12          | 57          | 47          | +10         | Huitièmes de finale        | —                 | —                 | —                        | —                          | Adrián Escudero                                          | 17                    |
| 1954-1955                                                                               | Primera División | 8e          | 29          | 30          | 11          | 7           | 12          | 59          | 64          | -5          | Huitièmes de finale        | —                 | —                 | —                        | —                          | Agustín Sánchez Quesada (es) Adrián Escudero             | 12                    |
| 1955-1956                                                                               | Primera División | 5e          | 33          | 30          | 14          | 5           | 11          | 75          | 49          | +26         | Finale                     | —                 | —                 | —                        | —                          | Adrián Escudero                                          | 26                    |
| 1956-1957                                                                               | Primera División | 5e          | 34          | 30          | 15          | 4           | 11          | 65          | 45          | +20         | Huitièmes de finale        | —                 | —                 | —                        | —                          | Joaquín Peiró                                            | 16                    |
| 1957-1958                                                                               | Primera División | 2e          | 42          | 30          | 16          | 10          | 4           | 78          | 43          | +35         | Huitièmes de finale        | —                 | —                 | —                        | —                          | Joaquín Peiró                                            | 17                    |
| 1958-1959                                                                               | Primera División | 5e          | 32          | 30          | 13          | 6           | 11          | 58          | 48          | +10         | Quarts de finale           | —                 | —                 | C1                       | Demi-finales               | Vavá                                                     | 25                    |
| 1959-1960                                                                               | Primera División | 5e          | 33          | 30          | 15          | 3           | 12          | 59          | 40          | +19         | Vainqueur                  | —                 | —                 | —                        | —                          | Joaquín Peiró                                            | 25                    |
| 1960-1961                                                                               | Primera División | 2e          | 40          | 30          | 17          | 6           | 7           | 57          | 35          | +22         | Vainqueur                  | —                 | —                 | —                        | —                          | Joaquín Peiró                                            | 16                    |
| 1961-1962                                                                               | Primera División | 3e          | 36          | 30          | 15          | 6           | 9           | 50          | 36          | +14         | Seizièmes de finale        | —                 | —                 | C2                       | Vainqueur                  | Miguel Jones (es)                                        | 18                    |
| 1962-1963                                                                               | Primera División | 2e          | 36          | 30          | 14          | 9           | 7           | 61          | 36          | +25         | Quarts de finale           | —                 | —                 | C2                       | Finale                     | Adelardo Enrique Collar Jorge Mendonça                   | 13                    |
| 1963-1964                                                                               | Primera División | 7e          | 29          | 30          | 10          | 9           | 11          | 37          | 34          | +3          | Finale                     | —                 | —                 | C3                       | Huitièmes de finale        | Enrique Collar                                           | 10                    |
| 1964-1965                                                                               | Primera División | 2e          | 43          | 30          | 20          | 3           | 7           | 58          | 27          | +31         | Vainqueur                  | —                 | —                 | C3                       | Demi-finales               | Luis Aragonés                                            | 28                    |
| 1965-1966                                                                               | Primera División | 1er         | 44          | 30          | 18          | 8           | 4           | 54          | 20          | +34         | Quarts de finale           | —                 | —                 | C2                       | Quarts de finale           | Luis Aragonés                                            | 20                    |
| 1966-1967                                                                               | Primera División | 4e          | 35          | 30          | 14          | 7           | 9           | 57          | 30          | +27         | Quarts de finale           | —                 | —                 | C1                       | Huitièmes de finale        | Luis Aragonés                                            | 19                    |
| 1967-1968                                                                               | Primera División | 6e          | 33          | 30          | 12          | 9           | 9           | 38          | 32          | +6          | Demi-finales               | —                 | —                 | C3                       | Deuxième tour              | Luis Aragonés                                            | 19                    |
| 1968-1969                                                                               | Primera División | 6e          | 30          | 30          | 10          | 10          | 10          | 40          | 37          | +3          | Quarts de finale           | —                 | —                 | C3                       | Premier tour               | José Eulogio Gárate                                      | 14                    |
| 1969-1970                                                                               | Primera División | 1er         | 42          | 30          | 18          | 6           | 6           | 53          | 22          | +31         | Huitièmes de finale        | —                 | —                 | —                        | —                          | Luis Aragonés                                            | 19                    |
| 1970-1971                                                                               | Primera División | 3e          | 42          | 30          | 17          | 8           | 5           | 51          | 20          | +31         | Demi-finales               | —                 | —                 | C1                       | Demi-finales               | José Eulogio Gárate                                      | 22                    |
| 1971-1972                                                                               | Primera División | 4e          | 39          | 34          | 14          | 11          | 9           | 45          | 28          | +17         | Vainqueur                  | —                 | —                 | C3                       | Trente-deuxièmes de finale | Luis Aragonés                                            | 14                    |
| 1972-1973                                                                               | Primera División | 1er         | 48          | 34          | 20          | 8           | 6           | 49          | 29          | +20         | Seizièmes de finale        | —                 | —                 | C2                       | Huitièmes de finale        | Luis Aragonés                                            | 18                    |
| 1973-1974                                                                               | Primera División | 2e          | 42          | 34          | 18          | 6           | 10          | 50          | 31          | +19         | Demi-finales               | —                 | —                 | C1                       | Finale                     | José Eulogio Gárate                                      | 15                    |
| 1974-1975                                                                               | Primera División | 6e          | 35          | 34          | 11          | 13          | 10          | 46          | 34          | +12         | Finale                     | —                 | —                 | C3                       | Seizièmes de finale        | José Eulogio Gárate                                      | 20                    |
| 1974-1975                                                                               | Primera División | 6e          | 35          | 34          | 11          | 13          | 10          | 46          | 34          | +12         | Finale                     | —                 | —                 | Coupe intercontinentale  | Vainqueur                  | José Eulogio Gárate                                      | 20                    |
| 1975-1976                                                                               | Primera División | 3e          | 42          | 34          | 18          | 6           | 10          | 60          | 38          | +22         | Vainqueur                  | —                 | —                 | C2                       | Huitièmes de finale        | Leivinha                                                 | 18                    |
| 1976-1977                                                                               | Primera División | 1er         | 46          | 34          | 19          | 8           | 7           | 62          | 33          | +29         | Huitièmes de finale        | —                 | —                 | C2                       | Demi-finales               | Rubén Cano                                               | 23                    |
| 1977-1978                                                                               | Primera División | 6e          | 36          | 34          | 16          | 4           | 14          | 61          | 52          | +9          | Quarts de finale           | —                 | —                 | C1                       | Quarts de finale           | Rubén Cano                                               | 24                    |
| 1978-1979                                                                               | Primera División | 3e          | 41          | 34          | 14          | 13          | 7           | 55          | 37          | +18         | Trente-deuxièmes de finale | —                 | —                 | —                        | —                          | Rubén Cano                                               | 23                    |
| 1979-1980                                                                               | Primera División | 13e         | 31          | 34          | 10          | 11          | 13          | 38          | 44          | -6          | Demi-finales               | —                 | —                 | C3                       | Trente-deuxièmes de finale | Rubén Cano                                               | 14                    |
| 1980-1981                                                                               | Primera División | 3e          | 42          | 34          | 16          | 10          | 8           | 46          | 39          | +7          | Huitièmes de finale        | —                 | —                 | —                        | —                          | Dirceu Rubén Cano                                        | 11                    |
| 1981-1982                                                                               | Primera División | 8e          | 34          | 34          | 15          | 4           | 15          | 38          | 37          | +1          | Quarts de finale           | —                 | —                 | C3                       | Trente-deuxièmes de finale | Hugo Sánchez                                             | 12                    |
| 1982-1983                                                                               | Primera División | 3e          | 46          | 34          | 20          | 6           | 8           | 56          | 38          | +18         | Troisième tour             | Demi-finales      | —                 | —                        | —                          | Hugo Sánchez                                             | 24                    |
| 1983-1984                                                                               | Primera División | 4e          | 42          | 34          | 17          | 8           | 9           | 53          | 47          | +6          | Huitièmes de finale        | Finale            | —                 | C3                       | Trente-deuxièmes de finale | Hugo Sánchez                                             | 18                    |
| 1984-1985                                                                               | Primera División | 2e          | 43          | 34          | 16          | 11          | 7           | 51          | 28          | +23         | Vainqueur                  | Finale            | —                 | C3                       | Trente-deuxièmes de finale | Hugo Sánchez                                             | 28                    |
| 1985-1986                                                                               | Primera División | 5e          | 42          | 34          | 17          | 8           | 9           | 53          | 38          | +15         | Quarts de finale           | Demi-finales      | Vainqueur         | C2                       | Finale                     | Jorge da Silva                                           | 18                    |
| 1986-1987                                                                               | Primera División | 7e          | 47          | 44          | 18          | 11          | 15          | 58          | 54          | +4          | Finale                     | —                 | —                 | C3                       | Seizièmes de finale        | Julio Salinas                                            | 18                    |
| 1987-1988                                                                               | Primera División | 3e          | 48          | 38          | 19          | 10          | 9           | 60          | 38          | +22         | Quarts de finale           | —                 | —                 | —                        | —                          | Julio Salinas                                            | 18                    |
| 1988-1989                                                                               | Primera División | 4e          | 46          | 38          | 19          | 8           | 11          | 69          | 45          | +24         | Demi-finales               | —                 | —                 | C3                       | Trente-deuxièmes de finale | Baltazar                                                 | 42                    |
| 1989-1990                                                                               | Primera División | 4e          | 50          | 38          | 20          | 10          | 8           | 55          | 35          | +20         | Huitièmes de finale        | —                 | —                 | C3                       | Trente-deuxièmes de finale | Baltazar                                                 | 19                    |
| 1990-1991                                                                               | Primera División | 2e          | 47          | 38          | 17          | 13          | 8           | 52          | 28          | +24         | Vainqueur                  | —                 | —                 | C3                       | Trente-deuxièmes de finale | Manolo                                                   | 18                    |
| 1991-1992                                                                               | Primera División | 3e          | 53          | 38          | 24          | 5           | 9           | 67          | 35          | +32         | Vainqueur                  | —                 | Finale            | C2                       | Quarts de finale           | Manolo                                                   | 36                    |
| 1992-1993                                                                               | Primera División | 6e          | 43          | 38          | 16          | 11          | 11          | 52          | 42          | +10         | Huitièmes de finale        | —                 | Finale            | C2                       | Demi-finales               | Luis García                                              | 20                    |
| 1993-1994                                                                               | Primera División | 12e         | 35          | 38          | 13          | 9           | 16          | 54          | 54          | 0           | Huitièmes de finale        | —                 | —                 | C3                       | Seizièmes de finale        | Luis García                                              | 13                    |
| 1994-1995                                                                               | Primera División | 14e         | 35          | 38          | 13          | 9           | 16          | 56          | 54          | +2          | Quarts de finale           | —                 | —                 | —                        | —                          | José Luis Caminero                                       | 11                    |
| 1995-1996                                                                               | Primera División | 1er         | 87          | 42          | 26          | 9           | 7           | 75          | 32          | +43         | Vainqueur                  | —                 | —                 | —                        | —                          | Liouboslav Penev                                         | 22                    |
| 1996-1997                                                                               | Primera División | 5e          | 71          | 42          | 20          | 11          | 11          | 76          | 64          | +12         | Quarts de finale           | —                 | Finale            | C1                       | Quarts de finale           | Juan Eduardo Esnáider                                    | 21                    |
| 1997-1998                                                                               | Primera División | 7e          | 60          | 38          | 16          | 12          | 10          | 79          | 56          | +23         | Huitièmes de finale        | —                 | —                 | C3                       | Demi-finales               | Christian Vieri                                          | 29                    |
| 1998-1999                                                                               | Primera División | 13e         | 46          | 38          | 12          | 10          | 16          | 54          | 50          | +4          | Finale                     | —                 | —                 | C3                       | Demi-finales               | José Mari                                                | 16                    |
| 1999-2000                                                                               | Primera División | 19e         | 38          | 38          | 9           | 11          | 18          | 48          | 64          | -16         | Finale                     | —                 | —                 | C3                       | Huitièmes de finale        | Jimmy Floyd Hasselbaink                                  | 35                    |
| 2000-2001                                                                               | Segunda División | 4e          | 74          | 42          | 21          | 11          | 10          | 59          | 39          | +20         | Demi-finales               | —                 | —                 | —                        | —                          | Salva Ballesta                                           | 27                    |
| 2001-2002                                                                               | Segunda División | 1er         | 79          | 42          | 23          | 10          | 9           | 68          | 44          | +24         | Trente-deuxièmes de finale | —                 | —                 | —                        | —                          | Diego Alonso                                             | 22                    |
| 2002-2003                                                                               | Primera División | 12e         | 47          | 38          | 12          | 11          | 15          | 51          | 56          | -5          | Quarts de finale           | —                 | —                 | —                        | —                          | Fernando Torres                                          | 14                    |
| 2003-2004                                                                               | Primera División | 7e          | 55          | 38          | 15          | 10          | 13          | 51          | 53          | -2          | Quarts de finale           | —                 | —                 | —                        | —                          | Fernando Torres                                          | 21                    |
| 2004-2005                                                                               | Primera División | 11e         | 50          | 38          | 13          | 11          | 14          | 40          | 34          | +6          | Demi-finales               | —                 | —                 | C4                       | Finale                     | Fernando Torres                                          | 20                    |
| 2005-2006                                                                               | Primera División | 10e         | 52          | 38          | 13          | 13          | 12          | 45          | 37          | +8          | Huitièmes de finale        | —                 | —                 | —                        | —                          | Fernando Torres                                          | 13                    |
| 2006-2007                                                                               | Primera División | 7e          | 60          | 38          | 17          | 9           | 12          | 46          | 39          | +7          | Huitièmes de finale        | —                 | —                 | —                        | —                          | Fernando Torres                                          | 15                    |
| 2007-2008                                                                               | Liga BBVA        | 4e          | 64          | 38          | 19          | 7           | 12          | 66          | 47          | +19         | Quarts de finale           | —                 | —                 | C4                       | Vainqueur                  | Sergio Agüero                                            | 27                    |
| 2007-2008                                                                               | Liga BBVA        | 4e          | 64          | 38          | 19          | 7           | 12          | 66          | 47          | +19         | Quarts de finale           | —                 | —                 | C3                       | Seizièmes de finale        | Sergio Agüero                                            | 27                    |
| 2008-2009                                                                               | Liga BBVA        | 4e          | 67          | 38          | 20          | 7           | 11          | 80          | 57          | +23         | Huitièmes de finale        | —                 | —                 | C1                       | Huitièmes de finale        | Diego Forlán                                             | 35                    |
| 2009-2010                                                                               | Liga BBVA        | 9e          | 47          | 38          | 13          | 8           | 17          | 57          | 61          | -4          | Finale                     | —                 | —                 | C1                       | Phase de groupes           | Diego Forlán                                             | 28                    |
| 2009-2010                                                                               | Liga BBVA        | 9e          | 47          | 38          | 13          | 8           | 17          | 57          | 61          | -4          | Finale                     | —                 | —                 | C3                       | Vainqueur                  | Diego Forlán                                             | 28                    |
| 2010-2011                                                                               | Liga BBVA        | 7e          | 58          | 38          | 17          | 7           | 14          | 62          | 53          | +9          | Quarts de finale           | —                 | —                 | Supercoupe               | Vainqueur                  | Sergio Agüero                                            | 27                    |
| 2010-2011                                                                               | Liga BBVA        | 7e          | 58          | 38          | 17          | 7           | 14          | 62          | 53          | +9          | Quarts de finale           | —                 | —                 | C3                       | Phase de groupes           | Sergio Agüero                                            | 27                    |
| 2011-2012                                                                               | Liga BBVA        | 5e          | 56          | 38          | 15          | 11          | 12          | 53          | 46          | +7          | Seizièmes de finale        | —                 | —                 | C3                       | Vainqueur                  | Radamel Falcao                                           | 36                    |
| 2012-2013                                                                               | Liga BBVA        | 3e          | 76          | 38          | 23          | 7           | 8           | 65          | 31          | +34         | Vainqueur                  | —                 | —                 | Supercoupe               | Vainqueur                  | Radamel Falcao                                           | 34                    |
| 2012-2013                                                                               | Liga BBVA        | 3e          | 76          | 38          | 23          | 7           | 8           | 65          | 31          | +34         | Vainqueur                  | —                 | —                 | C3                       | Seizièmes de finale        | Radamel Falcao                                           | 34                    |
| 2013-2014                                                                               | Liga BBVA        | 1er         | 90          | 38          | 28          | 6           | 4           | 77          | 26          | +51         | Demi-finales               | —                 | Finale            | C1                       | Finale                     | Diego Costa                                              | 36                    |
| 2014-2015                                                                               | Liga BBVA        | 3e          | 78          | 38          | 23          | 9           | 6           | 67          | 29          | +38         | Quarts de finale           | —                 | Vainqueur         | C1                       | Quarts de finale           | Antoine Griezmann                                        | 25                    |
| 2015-2016                                                                               | Liga BBVA        | 3e          | 88          | 38          | 28          | 4           | 6           | 63          | 18          | +45         | Quarts de finale           | —                 | —                 | C1                       | Finale                     | Antoine Griezmann                                        | 32                    |
| 2016-2017                                                                               | LaLiga Santander | 3e          | 78          | 38          | 23          | 9           | 6           | 70          | 27          | +43         | Demi-finales               | —                 | —                 | C1                       | Demi-finales               | Antoine Griezmann                                        | 26                    |
| 2017-2018                                                                               | LaLiga Santander | 2e          | 79          | 38          | 23          | 10          | 5           | 58          | 22          | +36         | Quarts de finale           | —                 | —                 | C1                       | Phase de groupes           | Antoine Griezmann                                        | 29                    |
| 2017-2018                                                                               | LaLiga Santander | 2e          | 79          | 38          | 23          | 10          | 5           | 58          | 22          | +36         | Quarts de finale           | —                 | —                 | C3                       | Vainqueur                  | Antoine Griezmann                                        | 29                    |
| 2018-2019                                                                               | LaLiga Santander | 2e          | 76          | 38          | 22          | 10          | 6           | 55          | 29          | +26         | Huitièmes de finale        | —                 | —                 | Supercoupe               | Vainqueur                  | Antoine Griezmann                                        | 21                    |
| 2018-2019                                                                               | LaLiga Santander | 2e          | 76          | 38          | 22          | 10          | 6           | 55          | 29          | +26         | Huitièmes de finale        | —                 | —                 | C1                       | Huitièmes de finale        | Antoine Griezmann                                        | 21                    |
| 2019-2020                                                                               | LaLiga Santander | 3e          | 70          | 38          | 18          | 16          | 4           | 51          | 24          | +27         | Seizièmes de finale        | —                 | Finale            | C1                       | Quarts de finale           | Álvaro Morata                                            | 16                    |
| 2020-2021                                                                               | LaLiga Santander | 1er         | 86          | 38          | 26          | 8           | 4           | 67          | 25          | +42         | Deuxième tour              | —                 | —                 | C1                       | Huitièmes de finale        | Luis Suárez                                              | 21                    |
| 2021-2022                                                                               | LaLiga Santander | 3e          | 71          | 38          | 21          | 8           | 9           | 65          | 43          | +22         | Huitièmes de finale        | —                 | Demi-finales      | C1                       | Quarts de finale           | Ángel Correa Luis Suárez                                 | 13                    |
| 2022-2023                                                                               | LaLiga Santander | 3e          | 77          | 38          | 23          | 8           | 7           | 70          | 33          | +37         | Quarts de finale           | —                 | —                 | C1                       | Phase de groupes           | Antoine Griezmann                                        | 16                    |
| 2023-2024                                                                               | LaLiga EA Sports | 4e          | 76          | 38          | 24          | 4           | 10          | 70          | 43          | +27         | Demi-finales               | —                 | Demi-finales      | C1                       | Quarts de finale           | Antoine Griezmann                                        | 24                    |
| 2024-2025                                                                               | LaLiga EA Sports | 3e          | 76          | 38          | 22          | 10          | 6           | 68          | 30          | +38         | Demi-finales               | —                 | —                 | C1                       | Huitièmes de finale        | Alexander Sørloth                                        | 20                    |
| 2024-2025                                                                               | LaLiga EA Sports | 3e          | 76          | 38          | 22          | 10          | 6           | 68          | 30          | +38         | Demi-finales               | —                 | —                 | Coupe du monde des clubs | Premier tour               | Alexander Sørloth                                        | 20                    |
| 2025-2026                                                                               | LaLiga EA Sports | À venir     | À venir     | À venir     | À venir     | À venir     | À venir     | À venir     | À venir     | À venir     | À venir                    | —                 | À venir           | C1                       | À venir                    |                                                          |                       |

## Légende du tableau
| Champion / Vainqueur | Deuxième / Finaliste | Troisième | Promotion | Relégation |

Les changements de divisions sont indiqués en gras.
- C1 = Coupe des clubs champions européens (jusqu'en 1992) puis Ligue des champions (depuis 1992)
- C2 = Coupe des coupes (1960-1999)
- C3 = Coupe des villes de foires (1955-1971) puis Coupe UEFA (1971-2009) puis Ligue Europa (depuis 2009)
- C4 = International football cup (1961-1967) puis Coupe Intertoto (1967-2008) puis Ligue Europa Conférence (depuis 2021)

## Records
Mis à jour après la fin de la saison 2022-2023.
- Plus gros scores en faveur de l'Atlético de Madrid[1] :
  - En Liga :
    - Atlético de Madrid 9 - 0 UD Las Palmas (1957)
    - Atlético de Madrid 9 - 0 Hércules CF (1955)

  - En Coupe du Roi :
    - Atlético de Madrid 6 - 0 UD Marbella (2009)
    - CD Guijuelo 0 - 6 Atlético de Madrid (2016)

  - En Coupe de la Ligue : Real Murcie 0 - 5 Atlético de Madrid (1985)
  - En Ligue des champions : Atlético de Madrid 8 - 0 Drumcondra FC (1958)
  - En Coupes des coupes :
    - Atlético de Madrid 7 - 2 Fyllingen Fotball (1991)
    - Atlético de Madrid 6 - 1 NK Maribor (1992)

  - En Ligue Europa : Kayseri Erciyesspor 0 - 5 Atlético de Madrid (2007)
  - En Segunda División : Atlético de Madrid 8 - 1 CD Castellón (1933)
- Plus gros scores encaissés[1] :
  - En Liga : Celta de Vigo 8 - 1 Atlético de Madrid (1954)
  - En Coupe du Roi : FC Barcelone 6 - 0 Atlético de Madrid (1993)
  - En Coupe de la Ligue :
    - FC Barcelone 5 - 2 Atlético de Madrid (1983)
    - Real Valladolid 3 - 0 ap Atlético de Madrid (1984)

  - En Ligue des champions :
    - Bayern Munich 4 - 0 Atlético de Madrid (1974)
    - Chelsea FC 4 - 0 Atlético de Madrid (2009)
    - Borussia Dortmund 4 - 0 Atlético de Madrid (2018)
    - Bayern Munich 4 - 0 Atlético de Madrid (2020)
    - Benfica Lisbonne 4 - 0 Atlético de Madrid (2024)

  - En Coupes des coupes : Tottenham Hotspur 5 - 1 Atlético de Madrid (1963)
  - En Ligue Europa : Boavista Porto FC 4 - 1 Atlético de Madrid (1981)
  - En Segunda División : Real Unión Club 7 - 1 Atlético de Madrid (1932)